# Hamburger Sport-Verein 1982-1983
Questa voce raccoglie le informazioni riguardanti l'Hamburger Sport-Verein nelle competizioni ufficiali della stagione 1982-1983.

## Stagione
In campionato l'Amburgo si confermò campione di Germania, raggiungendo il vertice della classifica sul finire del girone di andata e mantenendo il comando fino alla fine; raggiunto a due giornate dalla fine dal Werder Brema, l'HSV ottenne il titolo grazie alla miglior differenza reti nei confronti degli avversari. In coppa nazionale l'Amburgo superò Duisburg e Werder Brema prima di venir eliminato agli ottavi dall'Hertha Berlino. In Coppa dei Campioni l'HSV esordì sconfiggendo la BFC Dynamo, estromettendo in seguito l'Olympiacos, la Dinamo Kiev di Morozov e la Real Sociedad, giungendo alla finale contro i campioni d'Italia della Juventus. La gara, disputata ad Atene, fu decisa nei primi minuti di gioco da un tiro da fuori area di Felix Magath che sorprese il portiere avversario Zoff.

## Maglie e sponsor
Lo sponsor tecnico per la stagione 1982-1983 è Adidas, mentre lo sponsor ufficiale è BP. In ottemperanza ai regolamenti confederali allora in vigore, la divisa indossata in occasione della finale di Coppa dei Campioni è priva di sponsor , sostituito dall'acronimo del nome della squadra HSV.
| Casa | Trasferta | Finale Coppa dei Campioni |

## Rosa
| N. |                      | Ruolo | Calciatore        |
| -- | -------------------- | ----- | ----------------- |
|    | Germania (bandiera)  | P     | Uwe Hain          |
|    | Germania (bandiera)  | P     | Uli Stein         |
|    | Germania (bandiera)  | D     | Dieter Brefort    |
|    | Germania (bandiera)  | D     | Jürgen Groh       |
|    | Germania (bandiera)  | D     | Holger Hieronymus |
|    | Germania (bandiera)  | D     | Ditmar Jakobs     |
|    | Germania (bandiera)  | D     | Manfred Kaltz     |
|    | Germania (bandiera)  | D     | Michael Schmidt   |
|    | Germania (bandiera)  | D     | Bernd Wehmeyer    |
|    | Danimarca (bandiera) | C     | Allan Hansen      |

| N. |                      | Ruolo | Calciatore        |
| -- | -------------------- | ----- | ----------------- |
|    | Germania (bandiera)  | C     | Jimmy Hartwig     |
|    | Germania (bandiera)  | C     | Felix Magath      |
|    | Germania (bandiera)  | C     | Wolfgang Rolff    |
|    | Germania (bandiera)  | C     | Michael Schröder  |
|    | Germania (bandiera)  | C     | Thomas von Heesen |
|    | Danimarca (bandiera) | A     | Lars Bastrup      |
|    | Germania (bandiera)  | A     | Ralf Brunnecker   |
|    | Serbia (bandiera)    | A     | Boriša Đorđević   |
|    | Germania (bandiera)  | A     | Horst Hrubesch    |
|    | Germania (bandiera)  | A     | Jürgen Milewski   |

## Organigramma societario
Area tecnica
- Allenatore: Ernst Happel
- Allenatore in seconda: Aleksandar Ristić
- Preparatore dei portieri:
- Preparatori atletici:

## Calciomercato

### Sessione estiva
| Acquisti | Acquisti        | Acquisti               | Acquisti |
| R.       | Nome            | da                     | Modalità |
| -------- | --------------- | ---------------------- | -------- |
| P        | Uwe Hain        | Eintracht Braunschweig |          |
| C        | Allan Hansen    | Odense                 |          |
| C        | Wolfgang Rolff  | Fortuna Colonia        |          |
| D        | Michael Schmidt | Charlottenburg         |          |

| Cessioni | Cessioni          | Cessioni             | Cessioni |
| R.       | Nome              | a                    | Modalità |
| -------- | ----------------- | -------------------- | -------- |
| D        | Peter Hidien      | Hummelsbütteler SV   |          |
| P        | Jupp Koitka       | Alemannia Aquisgrana |          |
| A        | Dieter Kramer     | Bochum               |          |
| C        | Caspar Memering   | Bordeaux             |          |
| C        | Bernhard Scharold | Monaco 1860          |          |

### Sessione invernale
| Acquisti | Acquisti | Acquisti | Acquisti |
| R.       | Nome     | da       | Modalità |
| -------- | -------- | -------- | -------- |

| Cessioni | Cessioni | Cessioni | Cessioni |
| R.       | Nome     | a        | Modalità |
| -------- | -------- | -------- | -------- |

## Risultati

### Bundesliga

#### Girone di andata
| Arbitro: | Assenmacher |

|                         |           |                      |
| Dreßel 13’ Weyerich 74’ | Marcatori | 10’ Kaltz 35’ Jakobs |

| Arbitro: | Roth |

|            |           |           |
| Jakobs 21’ | Marcatori | 5’ Völler |

| Arbitro: | Hontheim |

|  |           |                                                                  |
|  | Marcatori | 37’ Magath 38’ Hartwig 43’ Wehmeyer 57’ Milewski 78’, 90’ Hansen |

| Arbitro: | Wahmann |

|                                                        |           |  |
| Milewski 10’ Bastrup 31’ Hieronymus 35’ von Heesen 79’ | Marcatori |  |

| Arbitro: | Ermer |

|  |           |             |
|  | Marcatori | 90’ Hartwig |

| Arbitro: | Dellwing |

|                             |           |             |
| Milewski 5’, 64’ Hansen 26’ | Marcatori | 8’ Schröder |

| Arbitro: | Risse |

|         |           |             |
| Cha 30’ | Marcatori | 81’ Bastrup |

| Amburgo 2 ottobre 1982, ore 15:30 CET 8ª giornata | Amburgo | 0 – 0 referto | Bochum | Volksparkstadion (17 000 spett.)\| Arbitro: \| Neuner \| |
| Arbitro:                                          | Neuner  |               |        |                                                          |

| Arbitro: | Eschweiler |

|                                    |           |                           |
| Breitner 49’ (rig.) Rummenigge 63’ | Marcatori | 27’ Milewski 29’ Hrubesch |

| Arbitro: | Uhlig |

|                                                       |           |  |
| Jakobs 24’ Milewski 39’ Kaltz 73’ (rig.) Hrubesch 81’ | Marcatori |  |

| Arbitro: | Brückner |

|                                           |           |                                   |
| Milewski 7’, 21’ von Heesen 41’ Rolff 54’ | Marcatori | 2’ Rahn 43’ Mill 76’ (aut.) Kaltz |

| Arbitro: | Stäglich |

|         |           |                   |
| Six 69’ | Marcatori | 40’, 43’ Hrubesch |

| Arbitro: | Pauly |

|              |           |            |
| Hrubesch 86’ | Marcatori | 57’ Remark |

| Arbitro: | Niebergall |

|            |           |            |
| Engels 41’ | Marcatori | 43’ Magath |

| Arbitro: | Wippker |

|                |           |            |
| von Heesen 75’ | Marcatori | 68’ Brehme |

| Arbitro: | Brehm |

|               |           |                                |
| Abramczik 18’ | Marcatori | 12’ Milewski 44’, 62’ Hrubesch |

| Arbitro: | Ermer |

|                                                                      |           |                 |
| Magath 4’ Hrubesch 26’, 78’ Wehmeyer 57’ Milewski 72’ von Heesen 74’ | Marcatori | 30’, 82’ Wuttke |

#### Girone di ritorno
| Arbitro: | Ahlenfelder |

|                                              |           |  |
| Hrubesch 32’ Kaltz 38’ (rig.) Hieronymus 43’ | Marcatori |  |

| Arbitro: | Messmer |

|                                      |           |                        |
| Völler 41’ Neubarth 45’ Möhlmann 65’ | Marcatori | 49’ Bastrup 87’ Jakobs |

| Arbitro: | Walz |

|                              |           |  |
| von Heesen 8’ Hieronymus 74’ | Marcatori |  |

| Arbitro: | Assenmacher |

|          |           |                  |
| Zahn 71’ | Marcatori | 44’, 74’ Bastrup |

| Arbitro: | Klauser |

|                                  |           |  |
| Hrubesch 14’ Rolff 70’ Kaltz 73’ | Marcatori |  |

| Arbitro: | Stäglich |

|                                |           |  |
| Grillemeier 22’ Pagelsdorf 87’ | Marcatori |  |

| Arbitro: | Gabor |

|                               |           |  |
| Milewski 5’, 90’ Hrubesch 45’ | Marcatori |  |

| Arbitro: | Engel |

|            |           |             |
| Patzke 62’ | Marcatori | 23’ Hartwig |

| Arbitro: | Pauly |

|                  |           |              |
| Kaltz 39’ (rig.) | Marcatori | 52’ Breitner |

| Arbitro: | Föckler |

|                   |           |                                              |
| Worm 11’ Borg 84’ | Marcatori | 10’ (aut.) Borg 28’ Jakobs 31’, 76’ Hrubesch |

| Arbitro: | Neuner |

|              |           |              |
| Matthäus 86’ | Marcatori | 84’ Hrubesch |

| Arbitro: | Niebergall |

|                           |           |  |
| von Heesen 58’ Magath 67’ | Marcatori |  |

| Arbitro: | Ahlenfelder |

|                      |           |                       |
| Schneider 25’ (rig.) | Marcatori | 39’ Rolff 68’ Hartwig |

| Arbitro: | Brehm |

|                  |           |                |
| Hartwig 39’, 77’ | Marcatori | 75’ Littbarski |

| Arbitro: | Eschweiler |

|                                 |           |                               |
| Briegel 57’ (rig.) Kitzmann 59’ | Marcatori | 55’ (rig.) Kaltz 66’ Milewski |

| Arbitro: | Clajus |

|                                                             |           |  |
| Hrubesch 23’, 32’ Milewski 37’ Kaltz 69’ (rig.), 73’ (rig.) | Marcatori |  |

| Arbitro: | Dellwing |

|            |           |                        |
| Wuttke 44’ | Marcatori | 38’ Hrubesch 52’ Rolff |

### Coppa di Germania
| Arbitro: | Messmer |

|            |           |            |
| Dubski 80’ | Marcatori | 34’ Hansen |

| Arbitro: | Umbach |

|                                                   |           |  |
| Hansen 3’, 62’ Milewski 9’ Hrubesch 16’ Rolff 18’ | Marcatori |  |

| Arbitro: | Föckler |

|                               |           |                      |
| Hrubesch 22’ Bastrup 49’, 52’ | Marcatori | 15’ Schaaf 85’ Otten |

| Arbitro: | Schmidhuber |

|                        |           |            |
| Blau 45’ Rasmussen 57’ | Marcatori | 4’ Hartwig |

### Coppa dei Campioni
| Arbitro: | Keizer |

|              |           |              |
| Riediger 17’ | Marcatori | 37’ Milewski |

| Arbitro: | Hackett |

|                          |           |  |
| Hartwig 33’ Hrubesch 88’ | Marcatori |  |

| Arbitro: | Schoeters |

|                |           |  |
| von Heesen 59’ | Marcatori |  |

| Arbitro: | McGinlay |

|  |           |                                               |
|  | Marcatori | 26’ Magath 50’ Hrubesch 53’ Rolff 84’ Bastrup |

| Arbitro: | Barbaresco |

|  |           |                      |
|  | Marcatori | 6’, 52’, 71’ Bastrup |

| Arbitro: | Eriksson |

|             |           |                             |
| Hartwig 62’ | Marcatori | 52’ Bezsonov 82’ Evtushenko |

| Arbitro: | Vautrot |

|            |           |           |
| Gajate 75’ | Marcatori | 58’ Rolff |

| Arbitro: | Galler |

|                           |           |           |
| Jakobs 75’ von Heesen 83’ | Marcatori | 80’ Diego |

| Arbitro: | Rainea |

|           |           |  |
| Magath 9’ | Marcatori |  |

## Statistiche

### Statistiche di squadra
| Competizione       | Punti | In casa | In casa | In casa | In casa | In casa | In casa | In trasferta | In trasferta | In trasferta | In trasferta | In trasferta | In trasferta | Totale | Totale | Totale | Totale | Totale | Totale | DR  |
| Competizione       | Punti | G       | V       | N       | P       | Gf      | Gs      | G            | V            | N            | P            | Gf           | Gs           | G      | V      | N      | P      | Gf     | Gs     | DR  |
| ------------------ | ----- | ------- | ------- | ------- | ------- | ------- | ------- | ------------ | ------------ | ------------ | ------------ | ------------ | ------------ | ------ | ------ | ------ | ------ | ------ | ------ | --- |
| Bundesliga         | 52    | 17      | 12      | 5       | 0       | 45      | 11      | 17           | 8            | 7            | 2            | 34           | 22           | 34     | 20     | 12     | 2      | 79     | 33     | +46 |
| Coppa di Germania  | -     | 2       | 2       | 0       | 0       | 8       | 2       | 2            | 0            | 1            | 1            | 2            | 3            | 4      | 2      | 1      | 1      | 10     | 5      | +5  |
| Coppa dei Campioni | -     | 5       | 4       | 0       | 1       | 7       | 3       | 4            | 2            | 2            | 0            | 9            | 2            | 9      | 6      | 2      | 1      | 16     | 5      | +11 |
| Totale             | 52    | 24      | 18      | 5       | 1       | 60      | 16      | 23           | 10           | 10           | 3            | 45           | 27           | 47     | 28     | 15     | 4      | 105    | 43     | +62 |

### Andamento in campionato
| Giornata  | 1 | 2  | 3 | 4 | 5 | 6 | 7 | 8 | 9 | 10 | 11 | 12 | 13 | 14 | 15 | 16 | 17 | 18 | 19 | 20 | 21 | 22 | 23 | 24 | 25 | 26 | 27 | 28 | 29 | 30 | 31 | 32 | 33 | 34 |
| --------- | - | -- | - | - | - | - | - | - | - | -- | -- | -- | -- | -- | -- | -- | -- | -- | -- | -- | -- | -- | -- | -- | -- | -- | -- | -- | -- | -- | -- | -- | -- | -- |
| Luogo     | T | C  | T | C | T | C | T | C | T | C  | C  | T  | C  | T  | C  | T  | C  | C  | T  | C  | T  | C  | T  | C  | T  | C  | T  | T  | C  | T  | C  | T  | C  | T  |
| Risultato | N | N  | V | V | V | V | N | N | N | V  | V  | V  | N  | N  | N  | V  | V  | V  | P  | V  | V  | V  | P  | V  | N  | N  | V  | N  | V  | V  | V  | N  | V  | V  |
| Posizione | 6 | 11 | 5 | 4 | 1 | 2 | 3 | 3 | 2 | 1  | 1  | 2  | 1  | 2  | 1  | 1  | 1  | 1  | 1  | 1  | 1  | 1  | 1  | 1  | 1  | 1  | 1  | 1  | 1  | 1  | 1  | 1  | 1  | 1  |

Legenda:

Luogo: C = Casa; T = Trasferta. Risultato: V = Vittoria; N = Pareggio; P = Sconfitta.

### Statistiche dei giocatori
| Giocatore     | Bundesliga | Bundesliga | Bundesliga  | Bundesliga | Coppa di Germania | Coppa di Germania | Coppa di Germania | Coppa di Germania | Coppa dei Campioni | Coppa dei Campioni | Coppa dei Campioni | Coppa dei Campioni | Totale   | Totale | Totale      | Totale     |
| Giocatore     | Presenze   | Reti       | Ammonizioni | Espulsioni | Presenze          | Reti              | Ammonizioni       | Espulsioni        | Presenze           | Reti               | Ammonizioni        | Espulsioni         | Presenze | Reti   | Ammonizioni | Espulsioni |
| ------------- | ---------- | ---------- | ----------- | ---------- | ----------------- | ----------------- | ----------------- | ----------------- | ------------------ | ------------------ | ------------------ | ------------------ | -------- | ------ | ----------- | ---------- |
| L. Bastrup    | 25         | 5          | 0           | 0          | 4                 | 2                 | 1                 | 0                 | 8                  | 4                  | 0                  | 0                  | 37       | 11     | 1           | 0          |
| D. Brefort    | 0          | 0          | 0           | 0          | 0                 | 0                 | 0                 | 0                 | 0                  | 0                  | 0                  | 0                  | 0        | 0      | 0           | 0          |
| R. Brunnecker | 0          | 0          | 0           | 0          | 0                 | 0                 | 0                 | 0                 | 0                  | 0                  | 0                  | 0                  | 0        | 0      | 0           | 0          |
| J. Groh       | 31         | 0          | 3           | 0          | 3                 | 0                 | 1                 | 0                 | 9                  | 0                  | 1                  | 0                  | 43       | 0      | 5           | 0          |
| U. Hain       | 0          | 0          | 0           | 0          | 0                 | 0                 | 0                 | 0                 | 0                  | 0                  | 0                  | 0                  | 0        | 0      | 0           | 0          |
| A. Hansen     | 13         | 3          | 0           | 0          | 3                 | 3                 | 0                 | 0                 | 0                  | 0                  | 0                  | 0                  | 16       | 6      | 0           | 0          |
| J. Hartwig    | 31         | 6          | 6           | 0          | 4                 | 1                 | 0                 | 0                 | 7                  | 2                  | 1                  | 1                  | 42       | 9      | 7           | 1          |
| H. Hieronymus | 32         | 3          | 5           | 0          | 3                 | 0                 | 1                 | 0                 | 8                  | 0                  | 0                  | 0                  | 43       | 3      | 6           | 0          |
| H. Hrubesch   | 30         | 18         | 2           | 0          | 4                 | 2                 | 1                 | 0                 | 8                  | 2                  | 1                  | 0                  | 42       | 22     | 4           | 0          |
| D. Jakobs     | 31         | 5          | 5           | 0          | 3                 | 0                 | 1                 | 0                 | 9                  | 1                  | 0                  | 0                  | 43       | 6      | 6           | 0          |
| M. Kaltz      | 31         | 8          | 2           | 0          | 4                 | 0                 | 0                 | 0                 | 9                  | 0                  | 0                  | 0                  | 44       | 8      | 2           | 0          |
| F. Magath     | 34         | 4          | 1           | 0          | 4                 | 0                 | 0                 | 0                 | 9                  | 2                  | 0                  | 0                  | 47       | 6      | 1           | 0          |
| J. Milewski   | 31         | 14         | 2           | 0          | 4                 | 1                 | 0                 | 0                 | 7                  | 1                  | 0                  | 0                  | 42       | 16     | 2           | 0          |
| W. Rolff      | 32         | 4          | 5           | 0          | 2                 | 1                 | 0                 | 0                 | 7                  | 2                  | 1                  | 0                  | 41       | 7      | 6           | 0          |
| M. Schmidt    | 1          | 0          | 0           | 0          | 1                 | 0                 | 0                 | 0                 | 0                  | 0                  | 0                  | 0                  | 2        | 0      | 0           | 0          |
| M. Schröder   | 2          | 0          | 0           | 0          | 0                 | 0                 | 0                 | 0                 | 0                  | 0                  | 0                  | 0                  | 2        | 0      | 0           | 0          |
| U. Stein      | 34         | 0          | 1           | 0          | 4                 | 0                 | 0                 | 0                 | 9                  | 0                  | 1                  | 0                  | 47       | 0      | 2           | 0          |
| B. Wehmeyer   | 34         | 2          | 2           | 0          | 4                 | 0                 | 1                 | 0                 | 9                  | 0                  | 0                  | 0                  | 47       | 2      | 3           | 0          |
| T. von Heesen | 20         | 6          | 0           | 0          | 3                 | 0                 | 0                 | 0                 | 5                  | 2                  | 0                  | 0                  | 28       | 8      | 0           | 0          |
| B. Đorđević   | 2          | 0          | 0           | 0          | 0                 | 0                 | 0                 | 0                 | 1                  | 0                  | 0                  | 0                  | 3        | 0      | 0           | 0          |